# Ruta Lee
Ruta Lee, née Ruta Marie Kilmonis le 30 mai 1935 à Montréal (Canada), est une actrice et danseuse canado-américaine, connue pour avoir joué l'une des sept épouses de Barbe-Rousse dans la comédie musicale Les Sept Femmes de Barbe-Rousse. Elle joue dans le film de Billy Wilder, Témoin à charge et la comédie musicale de Stanley Donen Drôle de frimousse. Elle est également apparue comme invitée dans un épisode de la série de science-fiction de Rod Serling, La Quatrième Dimension  intitulé « A Short Drink From a Certain Fountain ».

## Jeunesse
Ruta Lee est née Ruta Marie Kilmonis à Montréal au Québec, enfant unique de parents immigrants lituaniens. Sa mère était mère au foyer et son père tailleur.
Le 1er mars 1948, sa famille déménage aux États-Unis et finit par s'installer à Los Angeles, où Lee obtient son diplôme en 1954 au lycée d'Hollywood. Elle commence à étudier la comédie en jouant dans des pièces de théâtre à l'école. Elle est à la fois étudiante au Los Angeles City College et à l'Université de Californie à Los Angeles. Elle travaille en tant que caissière, ouvreuse, marchande de bonbons au Grauman's Chinese Theatre pour payer ses études mais elle est renvoyée le jour où il a manqué 40 $ dans la caisse à la fin de son service. Elle est naturalisée citoyenne américaine.

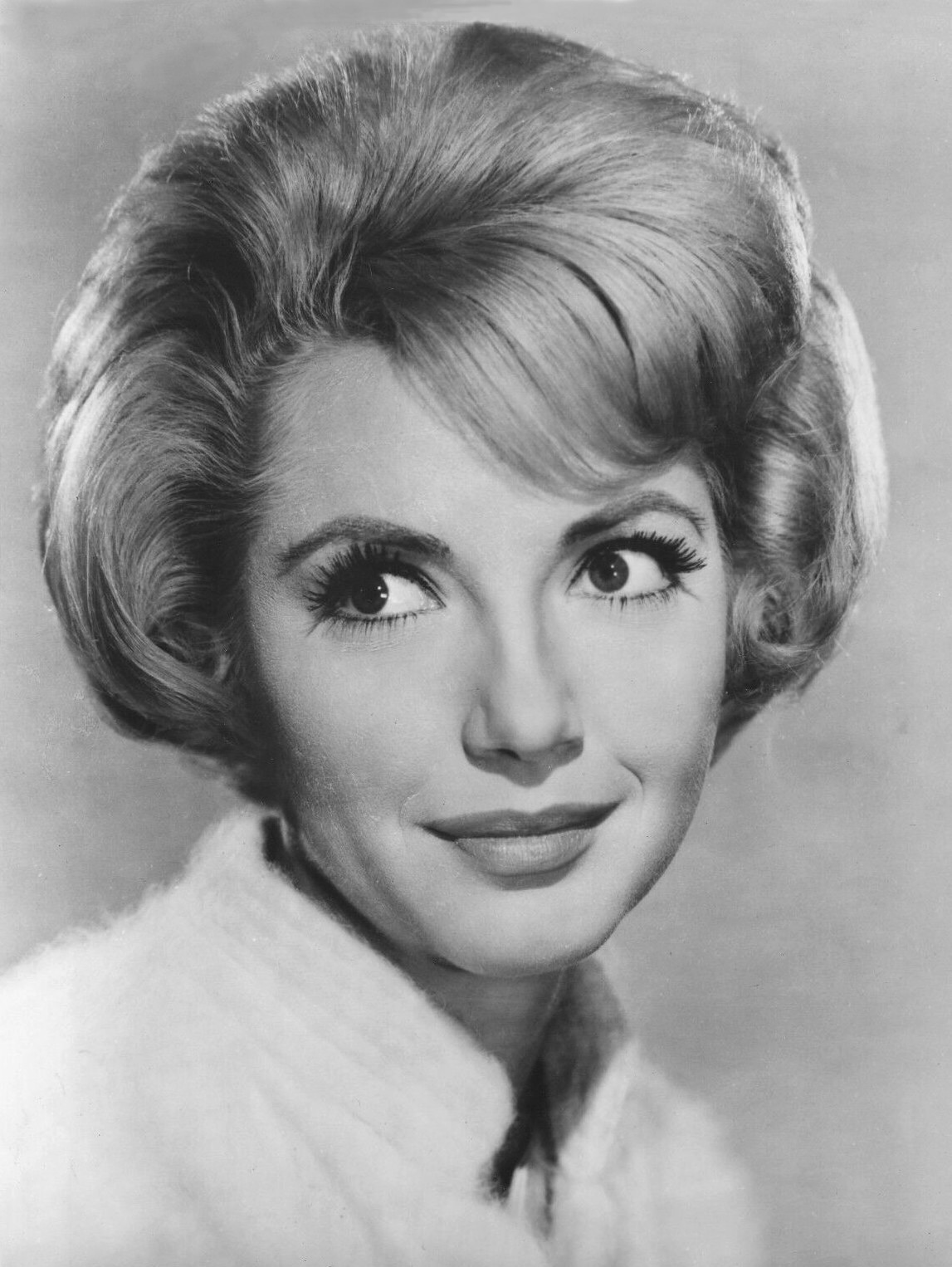
Photo promotionnelle de Ruta Lee (années 1960)

## Carrière
Lee a ensuite percé en étant qu'invitée sur deux épisodes de la chaîne CBS The George Burns and Gracie Allen Show. Elle a rapidement trouvé un agent, qui lui a obtenu un rôle dans un épisode de The Roy Rogers Show, suivi d'une place en 1953 dans la série des Aventures de Superman. Cette même année, tout en se produisant dans un petit théâtre avec la production de On The Town, elle décroche un rôle dans la comédie musicale nommée aux Oscars, Les Sept Femmes de Barbe-Rousse, sous le nom de Ruta Kilmonis. Après ce succès, Lee a joué dans plusieurs films, dont Anything Goes (1956), Drôle de Frimousse (1957), Témoin à charge, (1957), et La fureur d'aimer (1958). En 1962, Lee a eu le premier rôle féminin dans la comédie/western des Rat Pack, Les Trois Sergents mettant en vedette Frank Sinatra, Dean Martin, Sammy Davis Jr et Peter Lawford. Elle a été ensuite co-star avec Audie Murphy et Darren McGavin dans le western, La Patrouille de la Violence (1964).
En plus de ses rôles au cinéma, Lee a joué dans des dizaines de rôles d'invitée à la télévision. Pendant un certain nombre d'années, elle semblait être un peu partout à l'écran. De 1957 à 1959, elle a joué dans huit épisodes dans la série dramatiques, The Lineup et a également joué dans trois épisodes de Maverick, « The Comstock Conspiracy » avec James Garner, « The Pillage of Paradise », et  « Trahison » avec Jack Kelly. En 1959 et 1960, elle a joué dans quatre épisodes dans la série dramatique de John Bromfield, Sheriff of Cochise. 
Elle a joué le rôle d'Ellen Barton dans l'épisode de 1960 « Grant of Land » du western d'ABC appelée The Rebel, dans lequel jouait Nick Adams. Elle a aussi eu des rôles en tant qu'invitée dans la série judiciaire de CBS Perry Mason entre 1958 et 1965, y compris celui de la meurtrière Connie Cooper dans « The Case of the Screaming Woman » (1958), de l'avocat de la défense Millie Crest dans « The Case of the Foot-Loose Doll » (1959), et en 1959, elle a joué le rôle de Vita Culver dans « The Case of the Prudent Prosecutor ». Lee a également joué le rôle de Vivian Cosgrave dans l'épisode « The Case of the Libelous Locket » (1963).
Le 10 décembre 1962, Lee a été prise pour le rôle de Lenore Walton Hanford dans Wanted for the Murder of Cheyenne Bodie, l'avant-dernier épisode de la série d'ABC, Cheyenne, avec Clint Walker dans le rôle principal. Dans l'histoire, Bodie est confondue avec un célèbre tireur et on l'accuse à tort de son "propre" meurtre. D'autres acteurs qui apparaissent dans l'épisode sont Richard Webb, Gregg Palmer et Dick Foran.
En 1963, Lee a joué comme invitée dans le rôle de Lucy Tolliver, dans le douzième épisode intitulé Enough Rope dans la série Temple Houston avec Jeffrey Hunter. Temple Houston a été annulé au bout de vingt-six semaines. À propos de Hunter, Lee a dit : « Il était l'un des plus belles personnes qui ait jamais été à l'écran. Mon Dieu, il était magnifique. »
Lee a en outre été vue dans Richard Diamond, Alfred Hitchcock Présente, Mickey Hammer, Sugarfoot, M Squad, Gunsmoke, 77 Sunset Strip, The Alaskans, Colt .45, La Grande Caravane, Intrigues à Hawaï, Rawhide, Les Mystères de l'Ouest, L'Homme de Fer, Le Fugitif et trois épisodes de Papa Schultz. Lee est apparu dans deux épisodes de The Andy Griffith Show en 1962 et 1965. En 1963, elle a été castée pour la série La Quatrième Dimenssion dans l'épisode « A Short Drink From a Certain Fountain », dans le rôle d'une femme dont le mari âgé subit une expérience scientifique qui le fait vieillir à l'envers.
Lee a également commencé à apparaître régulièrement dans des jeux télévisés comme Hollywood Squares, You Don't Say et Match Game. Au début des années 1970, Lee a continué à jouer à la fois des films et des rôles à la télévision sur Love, American Style, La Nouvelle Équipe, et le film Doomsday Machine (1972). En 1974, Lee a fini par être frustrée par le manque croissant de rôles, et a pris un travail comme co-hôtesse dans le jeu télévisé High Rollers. Elle a continué à travailler avec ce jeu jusqu'en 1976.
Pendant les années 1980, elle a prêté sa voix à des épisodes dans The Flintstone comedy show et Les Schtroumpfs, en plus de rôles en tant qu'invitée sur Chips, L'Île fantastique, La Croisière s'Amuse et de Charles s'en charge. Lee a également beaucoup joué au théâtre au milieu des années 1980, y compris dans le rôle titre dans la comédie musicale Peter Pan.
De 1988 à 1989, Lee a eu un rôle récurrent dans la sitcom de CBS, Coming of Age. En 1989, elle a joué le rôle de Sally Powers dans le téléfilm Sweet Bird of Youth avec Elizabeth Taylor. Dans les années 1990, Lee a continué à apparaître de manière épisodique à la télévision, notamment dans la sitcom Roseanne. Lee est apparue comme la petite amie de Bev Harris (Estelle Parsons) dont le personnage a révélé qu'elle était lesbienne.
Elle a joué la femme de l'humoriste Jerry Lewis dans la comédie britannique Funny Bones (1995), dans lequel ils jouent les parents du personnage d'Oliver Platt. En 2002, Lee a obtenu la Golden Boot Awards pour son travail dans la télévision occidentale et le cinéma.
En 2006, Lee a reçu une étoile sur le Hollywood Walk of Fame pour sa contribution à l'industrie de la télévision. En 1995, Lee a reçu une Palme d'Or sur le Palm Springs Walk of Stars.
En février 2008, Lee a joué le rôle de Clairee dans une production de Steel Magnolias avec Sally Struthers au théâtre Casa Mañana à Fort Worth, au Texas. En octobre 2010, Lee a joué le rôle de Miss Mona dans The Best Little Whorehouse In Texas, également au théâtre Casa Mañana.

## Vie personnelle
En 1976, Lee a épousé le restaurateur Texan Webster B. "Webb" Lowe, Jr Ils partagent leur temps entre leur domicile à Hollywood, Palm Springs, Fort Worth et le Mexique. Elle n'a pas d'enfants. Politiquement, Lee se décrit comme « conservatrice » et elle est apparue en 1972 à la Convention nationale républicaine. le 24 août 2013, Lee a été intronisée au panthéon Nationale lituanienne[pas clair] du Hall of Fame américain,.

### Hors caméra
En 1964, Lee a appelé le Premier ministre soviétique, à l'époque Nikita Khrouchtchev, afin de lui demandant de gracier sa grand-mère Ludvise Kamandulis, qui était enfermée dans un camp d'internement en Sibérie depuis la Seconde Guerre mondiale. La grâce lui a été accordée, et la grand-mère de Lee est venue vivre avec elle en Californie en 1964. Kamandulis est décédée deux ans plus tard. Lee a à nouveau sauvé un proche de l'ex-Union soviétique quand elle a obtenu la garde de sa cousine de 18 ans Maryte Kaseta, de la Lituanie en 1987.
Lee s'est impliquée avec l'organisme de bienfaisance The Thalians pendant plus de 50 ans. En plus de la collecte de fonds et la fourniture de services pour les jeunes en difficulté et des organisations de santé mentale, Lee, qui est aussi la présidente du conseil d'administration, co-produit le Bal annuel des Thalians avec feue Debbie Reynolds tout au long de ces cinq dernières décennies. En 2011, après 55 ans de participation à l'association The Thalians, elle a démissionné et est maintenant une membre émérite.

## Filmographie
- 1954 : Les Sept Femmes de Barbe-Rousse : Ruth (créditée comme Ruta Kilmonis)
- 1955 : La Fille sur la balançoire : joueuse de tennis (non créditée)
- 1955 : The Twinkle in God's Eye : Ruthie
- 1956 : Anything Goes : fille (non créditée)
- 1956 : Gaby : Denise
- 1957 : Drôle de frimousse : Lettie
- 1957 : Témoin à charge : Diana
- 1958 : La Fureur d'Aimer : Imogene Norman
- 1961 : Operation Eichmann : Anna Kemp
- 1962 : Les Trois Sergents : Amelia Parent
- 1963 : The Gun Hawk : Marleen
- 1963 : Hootenanny Hoot : A.G. Bannister
- 1964 : La Patrouille de la violence : Lottie
- 1965 : Invisible Diplomats : Connie Wisner (sujet court produit par AT&T)
- 1972 : Doomsday Machine : Dr Marion Turner (tourné in 1967)
- 1983 : Rooster: Spurs of Death! : Gayly
- 1983 : T'es fou Jerry : Ms. Sultry (voix)
- 1995 : Funny Bones : Laura Fawkes
- 1997 : Pterodactyl Woman from Beverly Hills : Mrs. Poole
- 2001 : Pretty When You Cry : cliente d'antiquaire
- 2004 : Quiet Kill : Doris
- 2006 : Sadie and the Slot Machines : Sadie Silver (court métrage)
- 2007 : A Christmas Too Many : Grand-mère (sortie directe en DVD)
- 2011 : Forever Young at Heart : Shelley Felgerstein (court métrage)
- 2013 : For Better or for Worse

### Rôles à la télévision
- 1950 : Les Aventures de Superman : adolescente (épisode « My Friend Superman »; créditée comme Rita Kilmonis)
- 1952-1957 : Schlitz Playhouse of Stars : différents rôles (2 épisodes)
- 1953-1955 : Burns and Allen : différents rôles (2 épisodes)
- 1954 : Lux Video Theatre : Marion (épisode « I'll Never Love Again »)
- 1955 : Science Fiction Theatre : Étudiante (épisode « The Unexplored »)
- 1955-1956 : Alfred Hitchcock présente : différents rôles (épisodes « Whodunit » et « The Cheney Vase »)
- 1956 : I Led Three Lives : Louise Burke (épisode « New Member »)
- 1956 : Dragnet (épisode « The Big Daughter »)
- 1957 : Highway Patrol : Lea Franklin (épisode « Armored Car »)
- 1957 : Suspicion : Betty (épisode « The Story of Marjorie Reardon »)
- 1957 : Captain David Grief : Rose (épisode « The Affair at Les Trois Magots »)
- 1957-1959 : Maverick : différents rôles (3 épisodes)
- 1957-1959 : The Lineup : différents rôles (8 épisodes)
- 1958 : The Gray Ghost (épisode « Contraband »)
- 1958 : Playhouse 90 (épisode « The Right Hand Man »)
- 1958 : The Walter Winchell File : Joan (épisode « The Dice of Fortune: File #34 »)
- 1958 : Mike Hammer : différents rôles (2 épisodes)
- 1958 : Man with a Camera : Dolly MacDermott (épisode « Second Avenue Assassin »)
- 1958 : Rescue 8 : Ann Dagget (épisode « The Cage »)
- 1958 : December Bride : Carol Hodges (épisode « Bride's Father-in-Law »)
- 1958-1959 : Sugarfoot : différents rôles (2 épisodes)
- 1958-1960 : M Squad : différents rôles (3 épisodes)
- 1958-1962 : Gunsmoke : différents rôles (2 épisodes)
- 1958-1964 : 77 Sunset Strip : différents rôles (5 épisodes)
- 1958-1965 : Perry Mason : différents rôles (5 épisodes)
- 1959 : Yancy Derringer : Romilly Vale (épisode « Two of a Kind »)
- 1959 : The Restless Gun : Lucy Collins (épisode « The Painted Beauty »)
- 1959 : Peter Gunn : Marie Gipson (épisode « Edie Finds a Corpse »)
- 1959 : The Millionaire : Angela Temple (épisode « Millionaire Angela Temple »)
- 1959 : Richard Diamond : Louise (épisode « Jukebox »)
- 1959 : Bat Masterson : Nellie Fontana (épisode « The Death of Bat Masterson »)
- 1959 : Alcoa Theatre : Emily Meadows (épisode « Medals for Harry »)
- 1959 : The Lawless Years : Gloria Fallon (épisode « The Payoff »)
- 1959 : Markham : Tammy Miles (épisode « The Duelists »)
- 1959 : Johnny Staccato : Dee Dee (épisode « The Naked Truth »)
- 1959 : Tightrope : Laura (épisode « Stand on Velvet »)
- 1959 : Whirlybirds : Ginny (épisode « Mr. Jinx »)
- 1959 : Hennesey : Ruth Thomas (épisode « Hennesey and Peyton Place »)
- 1959 : The Man from Blackhawk : Ginnie Thompson (épisode « The Legacy »)
- 1959-1960 : Sheriff of Cochise : différents rôles (4 épisodes)
- 1959-1960 : The Alaskans : différents rôles (2 épisodes)
- 1959-1960 : Colt .45 : différents rôles (2 épisodes)
- 1959-1963 : La Grande Caravane : différents rôles (2 épisodes)
- 1960 : Shotgun Slade : Lilly Cody (épisode « Killer's Brand »)
- 1960 : The Rebel : Ellen Barton (épisode « Grant of Land »)
- 1960-1961 : Intrigues à Hawaï : différents rôles (3 épisodes)
- 1961 : The Tab Hunter Show (épisode « Turnabout »)
- 1961 : Michael Shayne : Naomi Lester (épisode « Spotlight On a Corpse »)
- 1961 : Dante : Peggy Braddock (épisode « Dante's Fickle Fate »)
- 1961 : The Brothers Brannagan : Lynn (épisode « Shot in the Dark »)
- 1961 : The Case of the Dangerous Robin : (épisode « Brink of Disaster »)
- 1961 : Dick Powell's Zane Grey Theater : Jenny Aldrich (épisode « Man from Everywhere »)
- 1961 : Harrigan and Son : Rose (épisode « The Legacy »)
- 1961 : Stagecoach West : différents rôles (2 épisodes)
- 1961 : Laramie : Opal Crane (épisode « Siege at Jubilee »)
- 1962 : Outlaws : Jennie (épisode « Farewell Performance »)
- 1962 : Poor Mr. Campbell : Priscilla Edwards (téléfilm)
- 1962 : Cheyenne : Lenore Walton Hanford (épisode « Wanted for the Murder of Cheyenne Bodie »)
- 1962 : The Dick Powell Show : Eva Gobel (épisode « Crazy Sunday »)
- 1962-1963 : Rawhide : différents rôles (2 épisodes)
- 1962-1965 : The Andy Griffith Show : différents rôles (2 épisodes)
- 1963 : Bonanza : Rita Marlow (épisode « A Woman Lost »)
- 1963 : Arrest and Trial : Colleen Riley (épisode « Call It a Lifetime »)
- 1963 : La Quatrième Dimension : Flora Gordon (épisode « A Short Drink from a Certain Fountain »)
- 1963 : Temple Houston : Lucy Tolliver (épisode « Enough Rope »)
- 1963 : Fractured Flickers : elle-même (épisode 20)
- 1964 : The Travels of Jaimie McPheeters : Zoe Pigalle (épisode « The Day of the Lame Duck »)
- 1964 : Le Fugitive : Mrs. Janet Loring (épisode « Angels Travel on Lonely Roads: Part 2 »)
- 1964 : The Virginian : différents rôles (2 épisodes)
- 1964-1965 : Burke's Law : différents rôles (3 épisodes)
- 1965 : The Bill Dana Show : Yvette Renay (épisode « Beauty and the Bellhop »)
- 1965 : Gomer Pyle, U.S.M.C. : Gloria Morgan (épisode « Gomer Dates a Movie Star »)
- 1965 : The Wackiest Ship in the Army (épisode « The Stowaway »)
- 1965-1967 : Les Mystères de l'Ouest : différents rôles (2 épisodes)
- 1967 : The Lucy Show : Miss Audrey Fields; elle-même (épisodes « Lucy's Substitute Secretary » et « Lucy Meets the Berles »)
- 1967 : Judd, for the Defense : Alida Nye (épisode « To Love and Stand Mute »)
- 1967 : Mannix : Jean Coleman (épisode « Run, Sheep, Run »)
- 1967-1969 : Papa Schultz : différents rôles (3 épisodes)
- 1968 : L'Homme de fer : Marian (épisode « To Kill a Cop »)
- 1969 : The Guns of Will Sonnett : Fan (épisode « Trail's End »)
- 1969 : The Flying Nun : Faye/Sister Mary Grace (2 épisodes)
- 1969 : Marcus Welby, M.D. : Shirley Ballinger (épisode « All Flags Flying »)
- 1969-1972 : Love, American Style : différents rôles (3 épisodes)
- 1971 : Mayberry R.F.D. : Terry (épisode « The City Planner »)
- 1971 : A Howling in the Woods : Sharon (téléfilm)
- 1971 : La Nouvelle Équipe : Gloria Hardy (épisode « Exit the Closer »)
- 1971 : Arnie : Miss Fletcher (épisode « Et Tu, Arnie »)
- 1972 : Me and the Chimp : Lavelle Wiggins (épisode « My Pet, the Thief »)
- 1974 : Indict and Convict : Phyllis Dorfman (téléfilm)
- 1974 : Roll, Freddy, Roll! : Evelyn Danton Kane (téléfilm)
- 1979 : Mork & Mindy : Lisa (épisode « Mork's Night Out »)
- 1979-1982 : Three's Company : différents rôles (2 épisodes)
- 1980-1982 : The Flintstone Comedy Show : Hidea Frankenstone (Voix) (18 épisodes)
- 1980 : Vega$ : Gloria Garland (épisode « Love Affair »)
- 1980 : Disney's Wonderful World : Ernestine Di Gonzini (épisode « The Ghosts of Buxley Hall »)
- 1980-1983 : L'Île fantastique : différents rôles (3 épisodes)
- 1981 : Elvis and the Beauty Queen : Su-Su (téléfilm)
- 1981 : The Smurfs : voix additionelle
- 1982 : Simon & Simon : Penny Russell (épisode « Matchmaker »)
- 1982 : Madame's Place : Kaye Jacobs (épisode no 1.42)
- 1983 : Chips : Babe (épisode « Journey to a Spacecraft »)
- 1984 : The Rousters : Mrs. Slade (épisode « Slade vs. Slade »)
- 1984 : Hotel : Georgia Potter (épisode « Ideals »)
- 1984-1985 : 1st & Ten : Rona (4 épisodes)
- 1985 : La croisière s'amuse : Harriet Wolters (1 épisode)
- 1985 : Benson : Zelda (épisode « Solid Gold »)
- 1988 : Scooby-Doo and the Ghoul School : Revolta (Voix) (téléfilm)
- 1988-1989 : Coming of Age : Pauline Spencer (15 épisodes)
- 1989 : Jake and the Fatman : Leilani Simmons (épisode « Sweet Leilani »)
- 1990 : Timeless Tales from Hallmark : Voix (épisode « Rapunzel »)
- 1990 : Charles s'en charge : Gloria (épisode « Three Dates and a Walnut »)
- 1990 : People Like Us : Faye Converse (téléfilm)
- 1990 : Murder, She Wrote : Renee (épisode « A Body to Die For »)
- 1992 : Delta : Charlotte Tyler (épisode « How Much Is That Darden in the Window? »)
- 1993 : The Building : Sylvia (épisode « Yakkity Yak Don't Talk »)
- 1997 : Roseanne : Joyce (2 épisodes)
- 1998 : Saved by the Bell: The New Class : Mrs. Gore (épisode « Cigar Wars »)
- 2000 : Power Rangers: Lightspeed Rescue : Koko Kashmere (épisode « In the Limelight »)
- 2003 : Life With Bonnie : Mrs. Ruta Blanchette (épisode « Places, Stat! »)
- 2005 : Studio House : Lily Fargate (téléfilm)
- 2006 : Christmas Do-Over : Granny Conlon (téléfilm)
- 2007 : Christmas at Cadillac Jack's : Rose Jenkins (téléfilm)
- 2012 : Days of Our Lives : Tillie Inman (épisode no 1.11749)